# Invaders Must Die
Invaders Must Die é o quinto álbum de estúdio da banda The Prodigy, lançado pela gravadora britânica Take Me to the Hospital, em 18 de fevereiro de 2009. O álbum foi distribuído pela Cooking Vinyl.

## Faixas
| N.º | Título                    | Duração |  |
| 1.  | "Invaders Must Die"       | 4:55    |  |
| 2.  | "Omen"                    | 3:36    |  |
| 3.  | "Thunder"                 | 4:08    |  |
| 4.  | "Colours"                 | 3:27    |  |
| 5.  | "Take Me to the Hospital" | 3:39    |  |
| 6.  | "Warrior's Dance"         | 5:12    |  |
| 7.  | "Run With The Wolves"     | 4:24    |  |
| 8.  | "Omen Reprise"            | 2:14    |  |
| 9.  | "World's On Fire"         | 4:50    |  |
| 10. | "Piranha"                 | 4:05    |  |
| 11. | "Stand Up"                | 5:30    |  |

## Créditos
- Keith Flint – Vocal
- Liam Howlett – Teclados
- Maxim Reality – Vocal